# Nesle
Nesle je francouzská obec v departementu Somme v regionu Hauts-de-France. V roce 2012 zde žilo 2 411 obyvatel.

## Sousední obce
Billancourt, Curchy, Herly, Mesnil-Saint-Nicaise, Languevoisin-Quiquery, Rouy-le-Grand, Rouy-le-Petit

## Vývoj počtu obyvatel
Počet obyvatel